# Nombre de Stanton
El Nombre de Stanton és un nombre adimensional que mesura el quocient entre la calor transferida dins un fluid i la seva capacitat calorífica. És emprat per caracteritzar la transferència de calor en fluxes de convecció forçada.
Es defineix com: 
{\displaystyle {\mathit {St}}={\frac {h}{c_{p}\cdot \rho \cdot V}}}
on
- h = coeficient de transferència de calor convectiu
- {\displaystyle \rho } = densitat del fluid
- cp = calor específica del fluid
- V = velocitat del fluid

També pot ser representat en termes dels nombres de Nusselt, Reynolds i Prandtl del fluid, tal com:
{\displaystyle {\mathit {St}}={\frac {\mathit {Nu}}{{\mathit {Re}}\cdot {\mathit {Pr}}}}}
on
- Nu és el Nombre de Nusselt
- Re és el Nombre de Reynolds
- Pr és el Nombre de Prandtl